# Варнашрама-дхарма
Варна́шрама-дха́рма (санскр. वर्णाश्रम धर्म, IAST: Varṇāśrama dharma) — ведийская система деления общества на четыре сословия (варны) и четыре уклада духовной жизни (ашрамы).

## Варны
Согласно системе варнашрамы, общество делится на четыре варны:
- Брахманы — учителя и священники
- Кшатрии — воины, правители, дворяне
- Вайшьи — земледельцы, торговцы и предприниматели
- Шудры — слуги и рабочие

## Ашрамы
Ведийская система ашрамов представляет собой четыре уклада духовной жизни, которые практикуются во всех основных направлениях современного индуизма. Человеческая жизнь (продолжительность которой берётся как 100 лет) делится на четыре равных периода по 25 лет каждый:
- Брахмачарья — первый период жизни, стадия обучения, которую ученик проводит как монах, практикуя половое воздержание и занимаясь служением гуру, получая от него духовное знание.
- Грихастха — семейная жизнь, работа. В этом ашраме осуществляются пурушартхи камы и артхи. Долг семьянина-индуса заключается в поддержании своих родителей, детей, гостей и святых личностей.
- Ванапрастха — уход от дел и подготовка к полному отречению от материального мира. На этой стадии, все материальные обязанности постепенно передаются уже взрослым детям и больше времени посвящается духовным практикам и паломничеству в святые места.
- Санньяса — последний этап жизни, стадия полного отречения от материального мира, которая характеризуется аскетизмом и полным посвящением самосознанию и духовным практикам. В этом ашраме осуществляется необходимая подготовка к моменту смерти и достижению мокши[1].

## Варнашрама в священных писаниях индуизма и в ведическом обществе
Согласно религиозной традиции индуизма, варнашрама-дхарма существовала со времени возникновения цивилизации и была создана Самим Богом. Кришна объявляет себя в «Бхагавад-гите» её создателем:
В соответствии с тремя гунами материальной природы и деятельностью, связанной с ними, Мною созданы четыре класса человеческого общества.
В Упанишадах варны определяются не по родословным людей, а по качествам их личностей.
«Вишну-пурана» (3.8.9) поясняет далее:
Верховная Личность Бога, Вишну, должен почитаться надлежащим исполнением предписанных обязанностей в системе варн и ашрамов. Нет другого пути, чтобы удовлетворить Всевышнего Господа. Человек должен находиться в системе четырёх варн и четырёх ашрамов.
В различных писаниях индуизма объясняется, что общественная система без варнашрамы не может нормально функционировать. Эта упорядоченная структура человеческого общества является естественной формой организации цивилизованного общества. Варнашрама существует для того, чтобы упорядочить общественные отношения, создать людям условия для духовного самоосознания и дать им возможность духовно развиваться.
В ведийском обществе система варнашрамы рассматривалась как совершенный материальный инструмент, способный возвысить человека до духовного уровня. Если каждый будет служить Богу, выполняя свои обязанности, то в обществе будут царить мир и благополучие, а человек сможет в конце концов достичь мокши (освобождения). Согласно ведийской литературе, в прошлом варнашрама-дхарма была не просто умозрительной концепцией. Это была система общественного устройства, которая существовала во всем мире. Её центральным элементом выступал могущественный, благочестивый царь, который в своей деятельности руководствовался советами брахманов. В истории древней Индии были такие цари, как Притху, Прахлада, Дхрува, Рама, Юдхиштхира и Парикшит, которые идеально управляли государством в течение тысячелетий.
Риши Маркандея, с Вьясой, утверждают, что в Кали-югу варнашрамы нет, а есть всего одна варна Шудр:
«Махабхарата» (3.188.18, 41):
ब्राह्मणाः क्षत्रिया वैश्याः संकीर्यन्तः परस्परम् ।
शूद्रतुल्या भविष्यन्ति तपःसत्यविवर्जिताः ॥ १८ ॥
ब्राह्मणाः क्षत्रिया वैश्या न शिष्यन्ति जनाधिप ।
एकवर्णस्तदा लोको भविष्यति युगक्षये ॥ ४१ ॥
Наянар-сиддх Тирумулар тоже утверждает, что в Кали-югу есть всего одна кула:
«Тирумантирам» (2104):
ஒன்றே குலமும் ஒருவனே தேவனும் நன்றே நினைமின் நமனில்லை நாணாமே சென்றே புகுங்கதி யில்லை நும் சித்தத்து நின்றே நிலைபெற நீர்நினைந் துய்மினே.